# Fine and Mellow

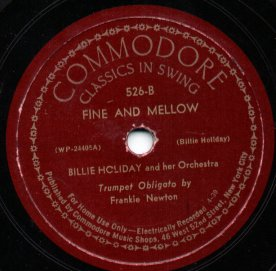
Billie Holiday: 78er Schallplatte mit „Strange Fruit“ und „Fine and Mellow“ von Commodore Records 1939

Fine and Mellow ist ein Jazzsong, den Billie Holiday im Jahr 1939 schrieb und aufnahm.

## Der Song
„Fine and Mellow“ ist ein Blues in der 12-taktigen AAB-Form. Im Text beklagt Holiday die Behandlung einer Frau durch die Hände ihres Liebhabers, möglicherweise eines Zuhälters oder Gauners. Der Song beginnt mit der Strophe:
Mein Mann liebt mich nicht, er behandelt mich ganz schlecht.
Mein Mann liebt mich nicht, er behandelt mich so schlecht.
Er ist der schlimmste Mann, den ich je gesehen hab.

## Aufnahme- und Wirkungsgeschichte
Die Sängerin Billie Holiday nahm ihre Komposition „Fine and Mellow“ erstmals am 20. April 1939 auf; dabei wurde sie vom Frankie Newton Orchester begleitet, in dem u. a. Tab Smith, Sonny White und Eddie Dougherty spielten. Am 20. April 1939 konnte Holiday vier Titel einspielen. Auf Anregung des Produzenten Milt Gabler entstand der Song; nach Ansicht von Gabler war dies „die erste wirklich moderne Blues-Session.“
Der Song erschien gekoppelt mit ihrem legendären Titel „Strange Fruit“ (als B-Seite) auf dem kleinen Label Commodore. Während Strange Fruit, die drastische Anklage gegen das Lynchsystem die Top 20 der Verkaufscharts erreichte, erwies sich die B-Seite in den Musikboxen als erfolgreich. Eine Cover-Version von Alberta Hunter, die im August 1939 veröffentlicht wurde, hatte dagegen keine Chance.
Der Song gehörte seitdem zu Billie Holidays Repertoire, u. a. bei ihren Tourneen mit Jazz at the Philharmonic; er wurde am 8. Dezember 1957 erneut von ihr interpretiert, als sie für CBS in der Fernseh-Sendung The Sound of Jazz mitwirkte. Dabei wurde sie von berühmten Jazzmusikern begleitet, die nacheinander ihre Soli spielten: zuerst Ben Webster, gefolgt von Lester Young, Vic Dickenson, Gerry Mulligan, Coleman Hawkins, Roy Eldridge; außerdem spielte Doc Cheatham mit; die Rhythmusgruppe bildeten dabei Danny Barker, Milt Hinton, Osie Johnson und Mal Waldron.
„Fine and Mellow“ erlebte zahlreiche Coverversionen, so im Dezember 1939 vom Erskine Hawkins Orchester mit der Sängerin Dolores Brown; interpretiert wurde er danach u. a. von Ella Fitzgerald, Carmen McRae, Carrie Smith, Jeanie Bryson, Diana Ross, Etta Jones, Ruth Brown, Lou Rawls, Jimmy Rushing, Champion Jack Dupree, Nina Simone oder Miriam Klein. Ella Fitzgeralds 1979 mit dem Count Basie Orchestra auf dem Montreux Jazz Festival mitgeschnittene Version wurde mit dem Grammy Award 1980 ausgezeichnet.
Bertold Klostermann weist darauf hin, dass es von diesem Song fast keine Instrumentalversionen gibt; der Song wird beispielsweise auf den Holiday-Tributalben von Lee Konitz oder Herbert Joos nicht interpretiert: „Ohne Text ist es nur ein Blues in F.“ Allerdings gibt es eine instrumentale Version des Kornettisten Ruby Braff.

## Billie Holidays Versionen

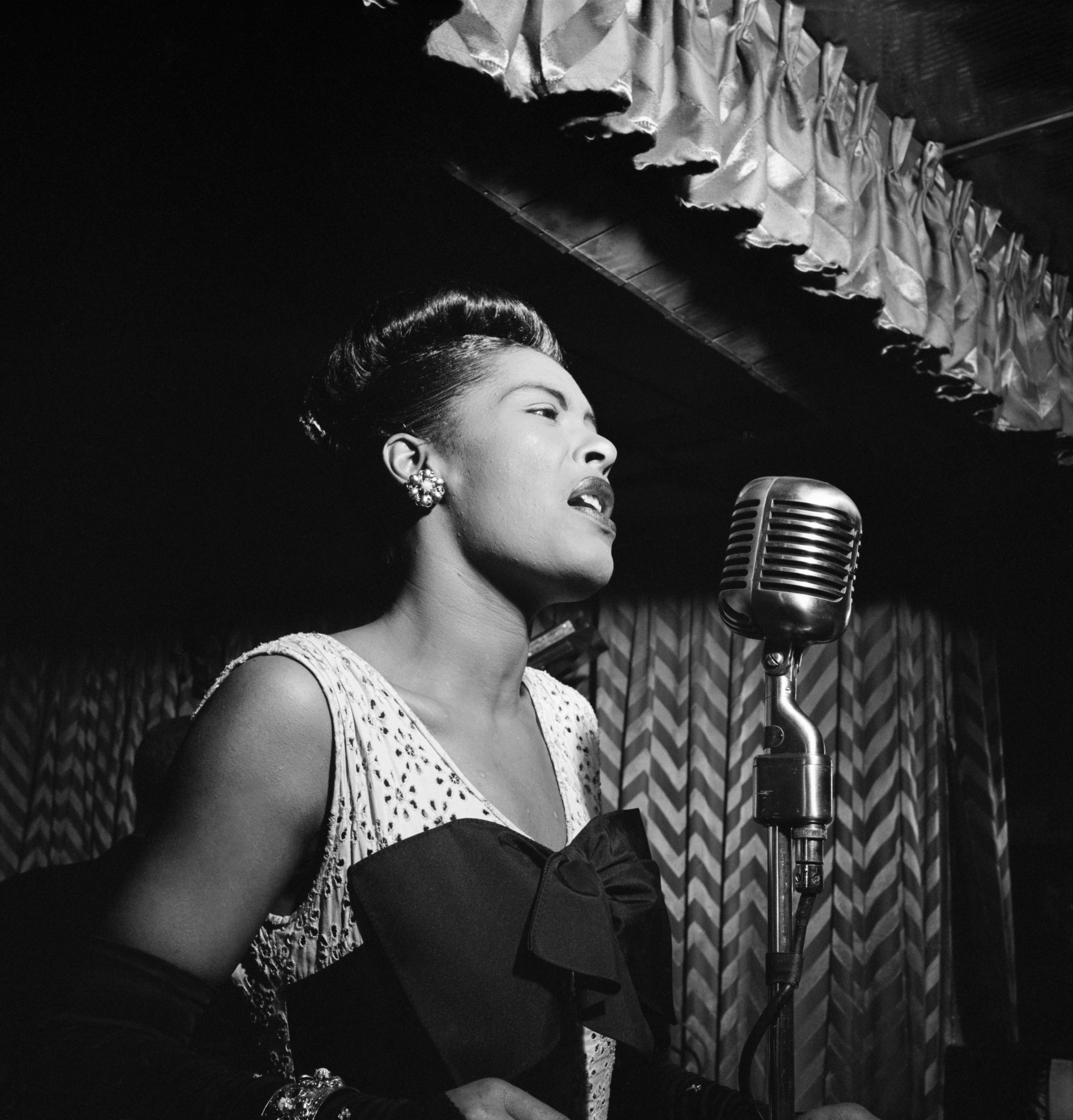
Billie Holiday 1947fotografiert von William P. Gottlieb

- 20. April 1939 – Erste Einspielung des Songs mit dem Frankie Newton Orchestra für Commodore Records
- 25. Juni 1944 – Billie Holiday Jam Session mit Roy Eldrige, Charlie Shavers, Ben Webster, Art Tatum, Slam Stewart u. a.
- 15. Dezember 1945 – Auftritt in Apollo Theater mit dem Orchester von Hot Lips Page
- 27. Mai 1946 – Jazz at the Philharmonic (Carnegie Hall) mit Buck Clayton, Trummy Young, Coleman Hawkins, Illinois Jacquet, Lester Young, Tiny Grimes, Curly Russell
- 3. September 1949 – Auftritt in der Eddie Condon Floor Show im TV-Sender NBC mit Wild Bill Davison, Cutty Cutshall, Peanuts Hucko, George Wettling
- 14. November 1952 – Auftritt in der Carnegie Hall mit dem Duke Ellington Orchestra
- 24. Januar 1954 – Tournee-Auftritt in Brüssel im Rahmen von Jazz Club USA mit Carl Drinkard, Red Mitchell, Elaine Leighton (Verve)
- 10. November 1956 – Auftritt mit Chico Hamilton, Kenny Burrell, Al Cohn, Tony Scott und Buck Clayton in der Carnegie Hall (Verve)
- 5. Dezember 1957 – Probeaufnahme für die The Sound of Jazz- Sendung mit Mal Waldron und All-Stars
- 8. Dezember 1957 – The Sound of Jazz-Aufzeichnung (CBS)[6]
- 5. Oktober 1958 – Auftritt auf dem Monterey Jazz Festival mit Buddy DeFranco, Benny Carter, Gerry Mulligan, Mal Waldron, Eddie Khan, Dick Berk (Black Hawk)